# James Loeb
James Loeb (Nova Iorque, 6 de agosto de 1867 - Murnau am Staffelsee, 27 de maio de 1933) foi um banqueiro e filantropo germano-estadunidense, fundador da coleção de livros Loeb Classical Library e do Institute of Musical Art em Nova Iorque.

## Ligação externa
- (em inglês) Biografia de James Loeb